# Julius Ferdinand von Könneritz
Julius Ferdinand von Könneritz (* 1762; † nach 1817) war königlich-sächsischer Kammerherr, Hof- und Justitienrat sowie Deputierter auf dem Sächsischen Landtag.

## Leben
Er stammte aus dem Adelsgeschlecht von Könneritz und war der Sohn des Hofrates Christian Leo von Könneritz und dessen Ehefrau Susanna Maria, geborene von Schönberg. Johanne Charlotte, die Ehefrau des späteren Landrats Carl Ernst von der Lochau, war seine ältere Schwester.
Julius Ferdinand von Könneritz trat als Silberpage in den sächsischen Staatsdienst, wo er bis zum Kammerherrn und Hof- und Justitienrat aufstieg. Er besaß das Rittergut Zschortau und war 1805 und 1811 Deputierter des Amtes Delitzsch auf den sächsischen Landtagen in Dresden.